# Yuksom
Yuksom är en ort i Indien.   Den ligger i distriktet Gyalshing och delstaten Sikkim, i den nordöstra delen av landet, 1 100 km öster om huvudstaden New Delhi. Yuksom ligger 1 723 meter över havet och antalet invånare är 150.